# Last Twilight
Last Twilight (ภาพนายไม่เคยลืม) é uma série de televisão tailandesa produzida pela GMMTV e exibida pela GMM 25 de 10 de novembro de 2023 a 26 de janeiro de 2024, dirigida por Noppharnach Chaiyahwimhon (Aof) e estrelada por Jitaraphol Potiwihok (Jimmy) e Tawinan Anukoolprasert (Sea).

## Enredo
Sobrecarregado com uma dívida pesada, Mok, um estudante de faculdade técnica, se candidata a um emprego bem remunerado como cuidador de Day, um jogador de badmínton com cegueira parcial devido a uma ceratite infecciosa. Day contrata Mok que diferente dos outros candidatos parece não ter pena dele. Com tanto tempo passado na companhia um do outro, os dois desenvolvem um vínculo profundo. Quando Day descobre que terá aproximadamente 180 dias até perder a visão que lhe resta, como os dois enfrentarão os desafios à frente?

## Elenco

### Elenco principal
- Jitaraphol Potiwihok (Jimmy) como Mhok
- Tawinan Anukoolprasert (Sea) como Day

### Elenco coadjuvante
- Pakin Kuna-anuvit (Mark) como Night
- Tipnaree Weerawatnodom (Namtan) como Porjai
- Thipakorn Thitathan (Ohm) como August
- Rachanun Mahawan (Film) como Gee

## Trilha sonora
- Last Twilight (ภาพสุดท้าย) por William Jakrapatr

## Prêmios e Indicações
| Ano  | Associações     | Categoria             | Nomeações     | Resultado | Ref.  |
| ---- | --------------- | --------------------- | ------------- | --------- | ----- |
| 2024 | Kazz Awards     | Melhor Série          | Last Twilight | Venceu    | [ 5 ] |
| 2024 | SEC Awards 2024 | Melhor Série Asiática | Last Twilight | Indicado  | [ 6 ] |